# Ennomos maculosa
Ennomos maculosa là một loài bướm đêm trong họ Geometridae.